# 松江自動車道

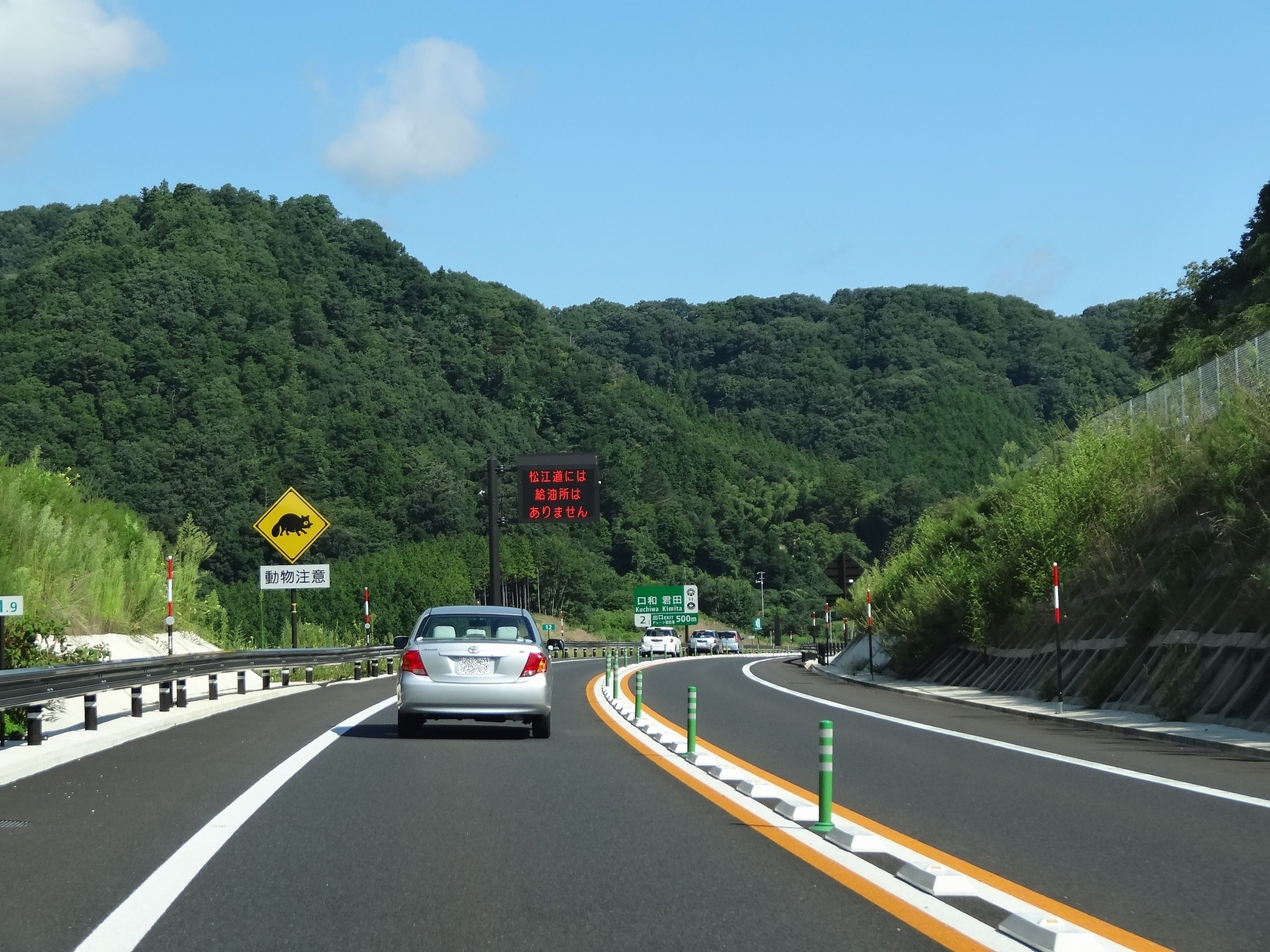
距口和交流道南約700公尺地點（廣島縣庄原市、松江方向）

松江自動車道（日语：／ Matsue jidōshadō */?）是從廣島縣三次市至島根縣松江市的高速公路（高速自動車國道）。略稱為松江道（日语：／ Matsuedō */?）。法定路線名為中國橫斷自動車道尾道松江線（廣島縣尾道市 - 島根縣松江市）的一部分。市町村合併前並未通過松江市。高速公路路線編號與尾道自動車道被共同編為 E54。
2003年3月16日三刀屋木次交流道～宍道系統交流道間通車。三刀屋木次交流道以南則以新直轄方式整備，2012年3月24日吉田掛合交流道至三刀屋木次交流道通車。2013年3月30日全線通車。

## 事業名
- 中國橫斷自動車道尾道松江線（收費道路） : 三刀屋木次交流道 - 宍道東系統交流道
- 中國橫斷自動車道尾道松江線（新直轄（日语：新直轄方式）） : 三次東東系統交流道 - 三刀屋木次交流道

## 交流道
- 交流道（IC）編號欄的背景色為■顯示該部分道路已經啟用，設施名稱欄的背景色為■顯示該部分設施尚未啟用或已廢除，未通車路段名稱皆為臨時名稱。
- 智能交流道（SIC）以背景色■顯示。
- 巴士站（BS），○為使用中，◆為停用中設施，△為設於鄰近設施（道之驛等）。無標示者為未設置巴士站。
- IC為交流道的簡寫，SIC為智能交流道的簡寫，JCT為系統交流道的簡寫，SA為服務區的簡寫，PA為停車區（日语：パーキングエリア）的簡寫。

| 交流道 編號      | 中文設施名稱       | 日文設施名稱 | 英文設施名稱 | 接續路線名稱                                  | 起點起計距離（公里） | 巴士站 | 備註         | 所在地 | 所在地 | 所在地 |
| ---------------- | ------------------ | ------------ | ------------ | --------------------------------------------- | -------------------- | ------ | ------------ | ------ | ------ | ------ |
| E54 尾道自動車道 |                    |              |              |                                               |                      |        |              |        |        |        |
| 1                | 三次東JCT/IC       |              |              | E2A 中國自動車道 廣島縣道434號和知三次線      | 0.0                  |        |              | 廣島縣 | 三次市 |        |
| 2                | 口和IC             |              |              | 廣島縣道39號三次高野線 廣島縣道62號庄原作木線 | 13.3                 |        | [ 2 ]        | 廣島縣 | 庄原市 |        |
| 3                | 高野IC             |              |              | 廣島縣道39號三次高野線 與道之驛高野相鄰       | 28.8                 | △      | [ 2 ]        | 廣島縣 | 庄原市 |        |
| 4                | 雲南吉田IC         |              |              | 與道之驛Tataraba壹番地相鄰                    | 44.9                 | △      | 地域活性化IC | 島根縣 | 雲南市 |        |
| 5                | 吉田掛合IC         |              |              | 島根縣道336號吉田掛合Inter線                  | 48.7                 |        | [ 2 ]        | 島根縣 | 雲南市 |        |
| -                | 木次BS             |              |              | -                                             | 60.5                 | ○      |              | 島根縣 | 雲南市 |        |
| 6                | 三刀屋木次IC       |              |              | 島根縣道332號三刀屋木次Inter線                | 61.0                 |        | [ 2 ]        | 島根縣 | 雲南市 |        |
| -                | 三刀屋木次TB       |              |              | -                                             | 61.2                 |        |              | 島根縣 | 雲南市 |        |
| 6-1              | 加茂BS/雲南加茂SIC |              |              | 雲南市道加茂Inter線                           | 65.5                 | ○      |              | 島根縣 | 雲南市 |        |
| -                | 加茂岩倉PA         |              |              | -                                             | 68.2                 |        | [ 4 ]        | 島根縣 | 雲南市 |        |
| 29               | 宍道JCT            |              |              | E9 山陰自動車道                               | 71.6                 |        |              | 島根縣 | 松江市 |        |

## 地理

### 通過自治體
- 廣島縣
  - 三次市 - 庄原市
- 島根縣
  - 雲南市 - 松江市

### 連接高速公路
- E2A 中國自動車道（於三次東系統交流道連接）
- E54 尾道自動車道（於三次東系統交流道連接）
- E9 山陰自動車道（於宍道系統交流道連接）

## 相關項目
- 日本高速公路列表
- 中國地方道路列表

## 外部連結
- 西日本高速道路株式會社 （页面存档备份，存于）
- 國土交通省 中國地方整備局 三次河川國道事務所 （页面存档备份，存于）
- 國土交通省 中國地方整備局 松江國道事務所
  - 雲南資訊廣場｜中國橫斷自動車道尾道松江線　雲南公路資訊｜松江國道事務所
- 廣島縣主要公共計畫「中國橫斷自動車道尾道松江線」 （页面存档备份，存于）